# Ilias Maatoug
Ilias Maatoug (28 april 1996) is een Belgisch voetballer die als middenvelder speelt. Hij staat onder contract bij White Star Bruxelles, dat hem tijdens het seizoen 2013/14 verhuurd aan SV Zulte-Waregem.

## Clubcarrière
Maatoug debuteerde voor White Star Bruxelles in het seizoen 2012-2013. In zijn eerste seizoen speelde hij twee wedstrijden. Hij wordt tijdens het seizoen 2013/14 verhuurd aan SV Zulte-Waregem.

## Statistieken
| Seizoen | Club                 | Competitie    | Wedstrijden | Doelpunten |
| ------- | -------------------- | ------------- | ----------- | ---------- |
| 2012/13 | White Star Bruxelles | Tweede klasse | 2           | 0          |
| 2013/14 | SV Zulte-Waregem     | Eerste klasse | 0           | 0          |

1 Bostyn ·
3 Tanghe ·
4 Lemoine ·
7 Challouk ·
8 Rommens ·
9 Vossen  ·
10 Ablo Traoré ·
11 Gavriel ·
14 Barkarson ·
17 Diop ·
18 Tambedou ·
19 Nyssen ·
20 Hedl ·
21 Nnadi ·
22 Opoku ·
23 Van der Gouw ·
24 Erenbjerg ·
27 Diabaté ·
31 Willen ·
42 Dobbels ·
47 Labie ·
50 Van Damme ·
55 Cappelle ·
59 Demuynck ·
64 Sergeant ·
Coach: Vandenbroeck